# فورست گرو (اورگن)
فورست گرو (به انگلیسی: Forest Grove) شهری در شهرستان واشنگتن ایالت اورگن است و در سرشماری سال ۲۰۱۱ میلادی، ۲۱٬۰۸۳ نفر جمعیت داشته که نسبت به سال ۲۰۱۰، ۰٫۹۱ درصد رشد جمعیت داشته‌است.

## موقعیت جغرافیایی
موقعیت جغرافیایی شهرها و مناطق اطراف به شرح زیر است: